# Hercostomus furcatus
Hercostomus furcatus är en tvåvingeart som beskrevs av Yang 1996. Hercostomus furcatus ingår i släktet Hercostomus och familjen styltflugor. Inga underarter finns listade i Catalogue of Life.